# Jefferson (Ohio)
Jefferson és una vila dels Estats Units a l'estat d'Ohio. Segons el cens del 2000 tenia 3.572 habitants.

## Demografia
Segons el cens del 2000, Jefferson tenia 3.572 habitants, 1.357 habitatges, i 933 famílies. La densitat de població era de 604,9 habitants/km².
Dels 1.357 habitatges en un 34% hi vivien nens de menys de 18 anys, en un 51,1% hi vivien parelles casades, en un 14,2% dones solteres, i en un 31,2% no eren unitats familiars. En el 27,7% dels habitatges hi vivien persones soles el 13,1% de les quals corresponia a persones de 65 anys o més que vivien soles. El nombre mitjà de persones vivint en cada habitatge era de 2,47 i el nombre mitjà de persones que vivien en cada família era de 2,99.
Per edats la població es repartia de la següent manera: un 25,3% tenia menys de 18 anys, un 9,9% entre 18 i 24, un 26,8% entre 25 i 44, un 21% de 45 a 60 i un 17,1% 65 anys o més.
L'edat mediana era de 37 anys. Per cada 100 dones de 18 o més anys hi havia 82,4 homes.
La renda mediana per habitatge era de 36.883 $ i la renda mediana per família de 46.313 $. Els homes tenien una renda mediana de 34.341 $ mentre que les dones 25.036 $. La renda per capita de la població era de 18.371 $. Aproximadament el 3,9% de les famílies i el 5,8% de la població estaven per davall del llindar de pobresa.

## Poblacions més properes
El següent diagrama mostra les poblacions més properes.